# الجدار الجنوبي (القدس)
الجدار الجنوبي هو السور الجنوبي للمسجد الأقصى في البلدة القديمة لمدينة القدس، وهو في ذات الوقت سور البلدة في الجزء الجنوبي الشرقي. يبلغ طوله 281 متر (922 قدم)، ويطل على بلدة سلوان الواقعة في الجنوب.
تم العثور على آثار لحجارة قديمة جدا في الزاوية الجنوبية الشرقية من السور تعود إلى العصر اليبوسي، وهم بطن من بطون الكنعانيين الذين استقروا في فلسطين حوالي عام 3000 ق. م. وكانت القدس تعرف باسمهم يبوس. ولعلها تدل على أن اليبوسيين جددوا بناء هذا السور، الذي كان موجودا قبل قدومهم. وتزعم بعض المنظمات اليهودية المتطرفة أنه شُيد في مكان الجدار السابق للهكيل الثاني، الذي تم بناؤه في عهد هيرودس الأول حسب المعتقد اليهودي.
يحتوي الجدار الجنوبي على بوابتين يعود تاريخ إنشاءهما على الأرجح إلى العصر الأموي، لكنهما مغلقتان منذ فتح القدس على يد صلاح الدين الأيوبي لحماية المدينة من الغزو، هما: الباب المزدوج والباب الثلاثي، واللتان تطلان على دار الإمارة والقصور الأموية القائمة جنوب الأقصى، وتقودان إلى الجدار الغربي للمصلى المرواني الواقع داخل المسجد الأقصى. يوجد باب آخر مغلق كان يقود من القصور الأموية إلى المصلى المرواني أيضا عرف بـ «الباب المنفرد» أو «باب الوليد» نسبة إلى الوليد بن عبد الملك. ويعتقد أنه كان قائما إلى الشرق من الباب الثلاثي، خلف محراب المصلى المرواني، حيث درج المعماريون الإسلاميون لدى بناء المساجد الكبرى على تخصيص باب في مثل هذا الموضع لدخول الإمام. ولكن آثاره غير بادية للعيان الآن.
في عام 1981 تم إدراج السور ضمن أسوار البلدة القديمة على لائحة التراث العالمي لليونسكو بطلب من الأردن، والتي تم إدراجها بعد عام ضمن المواقع المهددة بالخطر نتيجة الحفريات الإسرائيلية.

## الحفريات
بعد حرب 1967 وإستيلاء إسرائيل على القدس الشرقية والبلدة القديمة، قامت السلطات الإسرائيلية بحفريات كبيرة في منطقة القصور الأموية جنوب المسجد الأقصى في إثبات أي حق لليهود، كما إدعت أن الباب الثلاثي والباب المزدوج من أبواب الهيكل الثاني، وأنها اكتشفت بقايا درج يؤدي إلى المعبد نفسه.
في عام 2001، وبفعل الحفريات، انبعج جزء من السور الجنوبي للمسجد الأقصى في المنطقة الواقعة بين الباب الثلاثي والباب المفرد بامتداد حوالي ثلاثين متراً، وكان هذا الانبعاج من أشد ما مر على عمران المسجد الأقصى في العصر الحديث. وقد تم ترميم الضرر جزءيا.

## جاليري

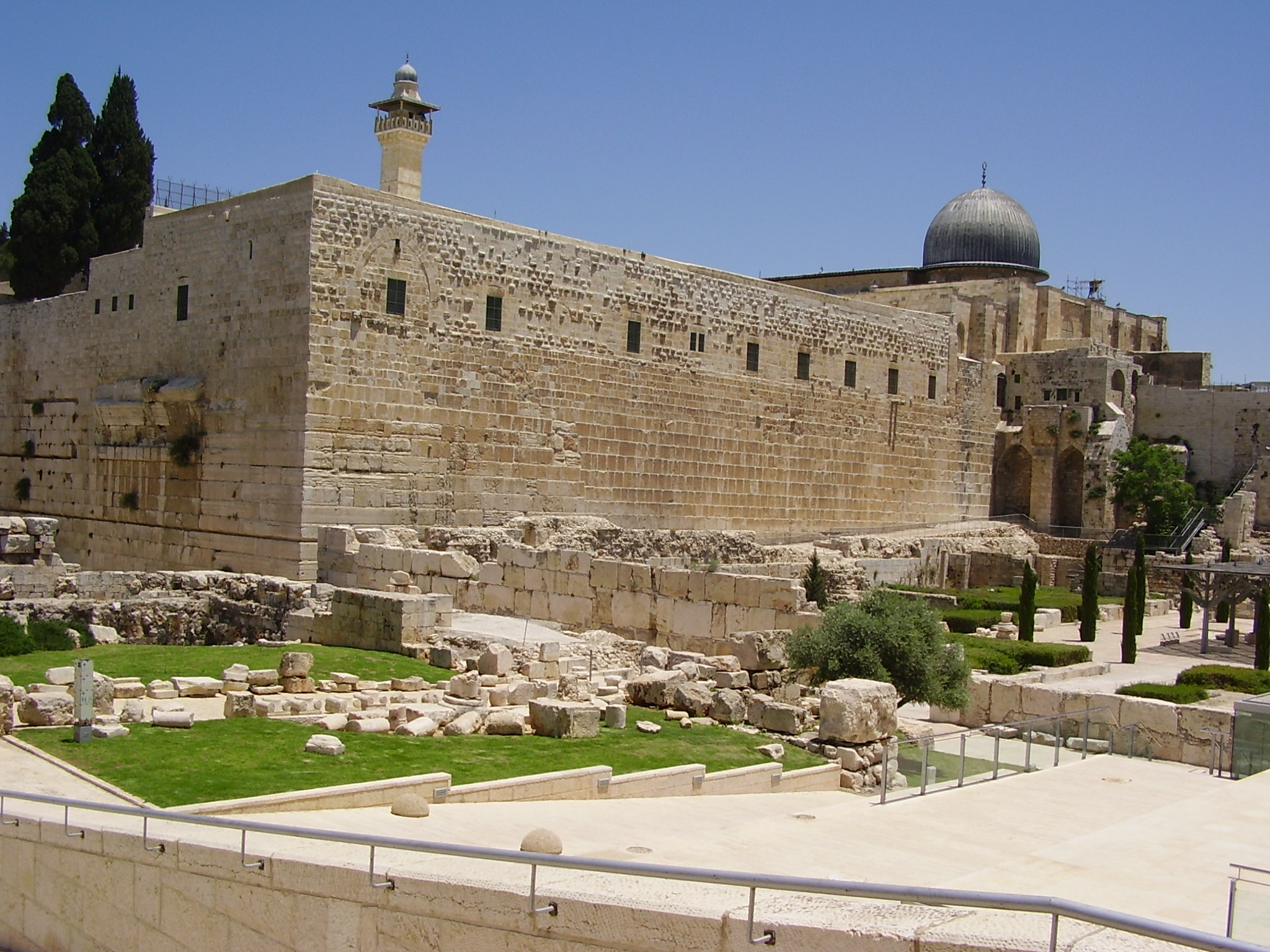
الجامع القبلي بالمسجد الأقصى
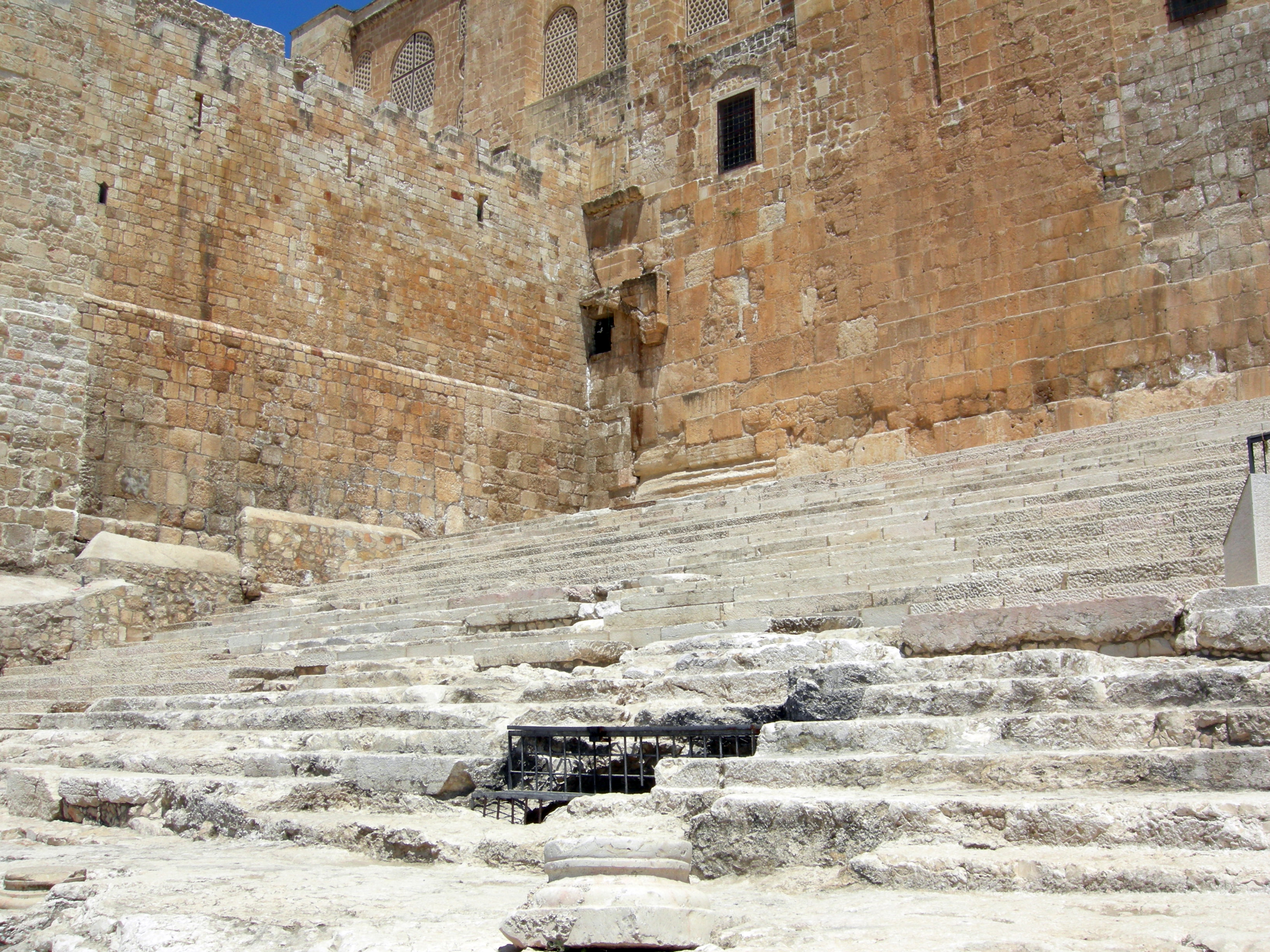
الدرج المؤدي للباب المزدوج
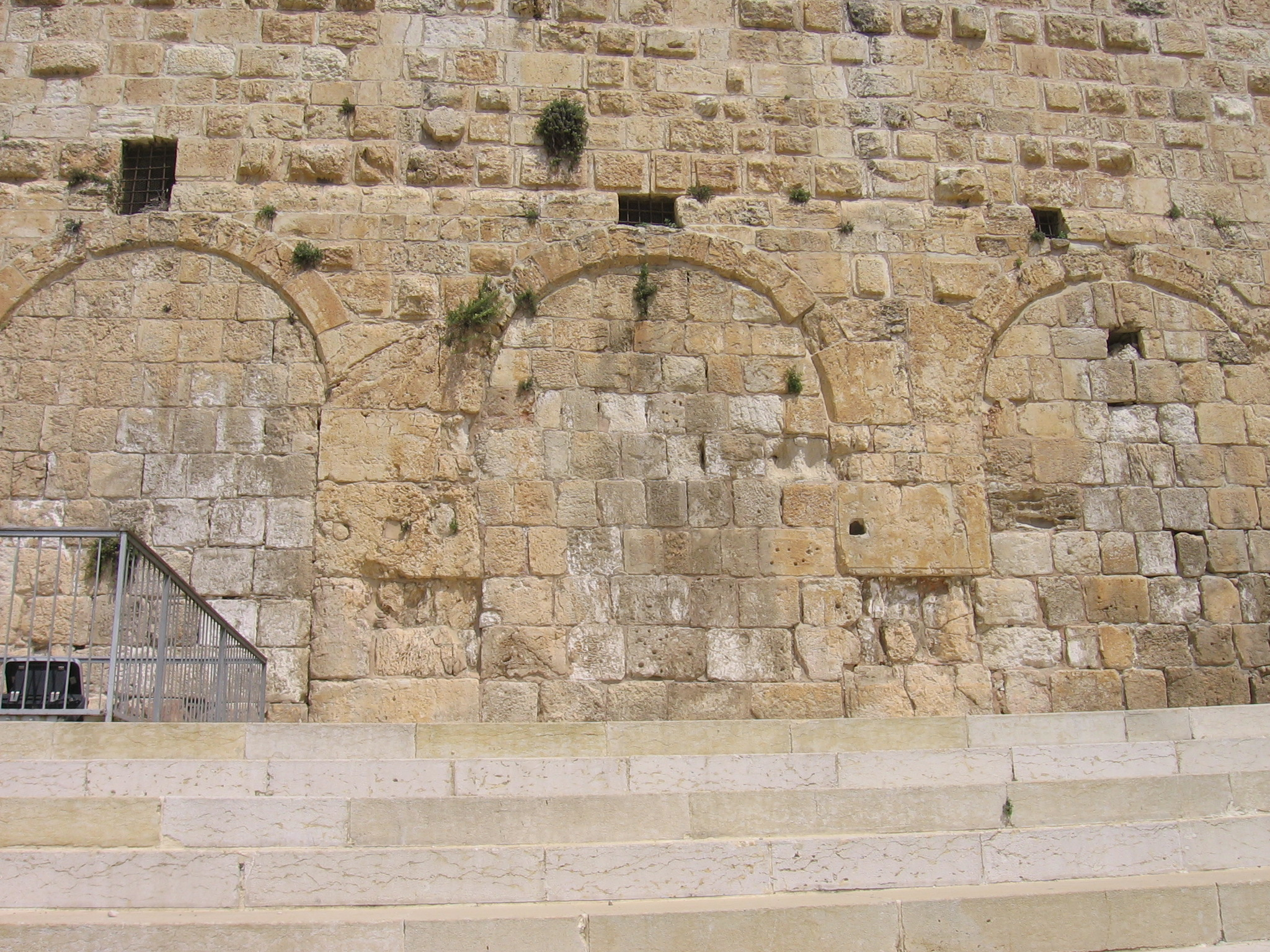
الباب الثلاثي بالسور